# جون ويلزي (رجل أعمال)
جون ويلزي (بالإنجليزية: John Welsh)‏ هو دبلوماسي وشخصية أعمال أمريكي، ولد في 9 نوفمبر 1805، وتوفي في 19 أبريل 1886.